# Dorofeeva
Nadiia Volodymyrivna Dorofieieva (tiếng Ukraina: Надія Володимирівна Дорофєєва; sinh ngày 21 tháng 4 năm 1990), được biết đến với nghệ danh DOROFEEVA, là một ca sĩ nhạc pop, nhà thiết kế thời trang, blogger và diễn viên Ukraina. Cô là cựu thành viên của bộ đôi nhạc pop Vremya i Steklo, do Potap thành lập và kiêm phụ trách sản xuất âm thanh.

## Đầu đời và giáo dục
Nadiia Volodymyrivna Dorofieieva sinh ngày 21 tháng 4 năm 1990 tại Simferopol, Ukraina. Từ nhỏ, Dorofieva đã bén duyên với âm nhạc và khiêu vũ. Năm 2002, ở tuổi 12, Dorofieva đã vô địch giải khiêu vũ phòng nhảy của khu vực Krym quê hương cô.
Năm 2005, sau khi học xong lớp 9, Dorofieva chuyển đến Moskva để bắt đầu học tại Đại học Văn hóa và Nghệ thuật Quốc gia Moskva chuyên ngành thanh nhạc.

## Sự nghiệp

### 2002-2009: Bắt đầu sự nghiệp, Chance  and Glam
Dorofieva bắt đầu nổi lên bằng việc tham gia tranh tài trong một số cuộc thi âm nhạc trong nước lẫn quốc tế. Năm 2004, cô giành giải nhất tại một hạng mục của cuộc thi hát thiếu nhi Black Sea Games được tổ chức tại Skadovsk. Năm 2005, cô tham gia chương trình truyền hình Chance, một chương trình dẫn xuất từ chương trình Karaokye na Maydanі.
Trong thời gian sống tại Moskva, từ năm 2005 đến năm 2007, Dorofieieva là một thành viên của ban nhạc nữ МЧС. Dorofieieva đã cùng với ban nhạc thu âm và cho ra mắt một album. Cô cũng từng cùng với ban nhạc biểu diễn trên sóng truyền hình liên bang Nga, có thể kể đến bài hát "Monetka" trong chương trình Cabaret of 100 stars trên kênh NTV năm 2007.
Năm 17 tuổi, Dorofieieva một lần nữa trở thành thí sinh trong một chương trình spin-off từ chương trình Karaokye na Maydanі, có tên American Chance. Dorofieva được chọn là một trong 12 thí sinh và cô đã tới Los Angeles vào cuối năm 2007 để tiếp tục việc tuyển chọn của cuộc thi. Tại đây, cô trở thành một trong năm ca sĩ được chọn để lập nên ban nhạc nữ Glam. Ban nhạc Glam mà cô là thành viên đã được David Junk mua lại và được quảng bá để trở thành Spice Girls của Ukraina. Tuy nhiên, khi cuộc khủng hoảng tài chính Mỹ nổ ra, dự án đã bị hủy bỏ và Dorofieva phải tìm kiếm công việc mới. Trước khi tan ra, Glam đã thu âm một bài hát quảng bá với tựa đề "Thirsty", được đăng tải lên YouTube vào năm 2008, nhưng chưa từng được quảng bá thương mại.
Sau khi giấc mơ Mỹ không thành, Dorofieva đã phát triển dự án solo của riêng mình, với tên Markiza. CÔ đã theo đuổi phong cách pop rock tương tự như Avril Lavigne. Năm 2008, cô phát hành một album solo với nghệ danh này.

### 2010-2020: Vremya i Steklo, đột phá

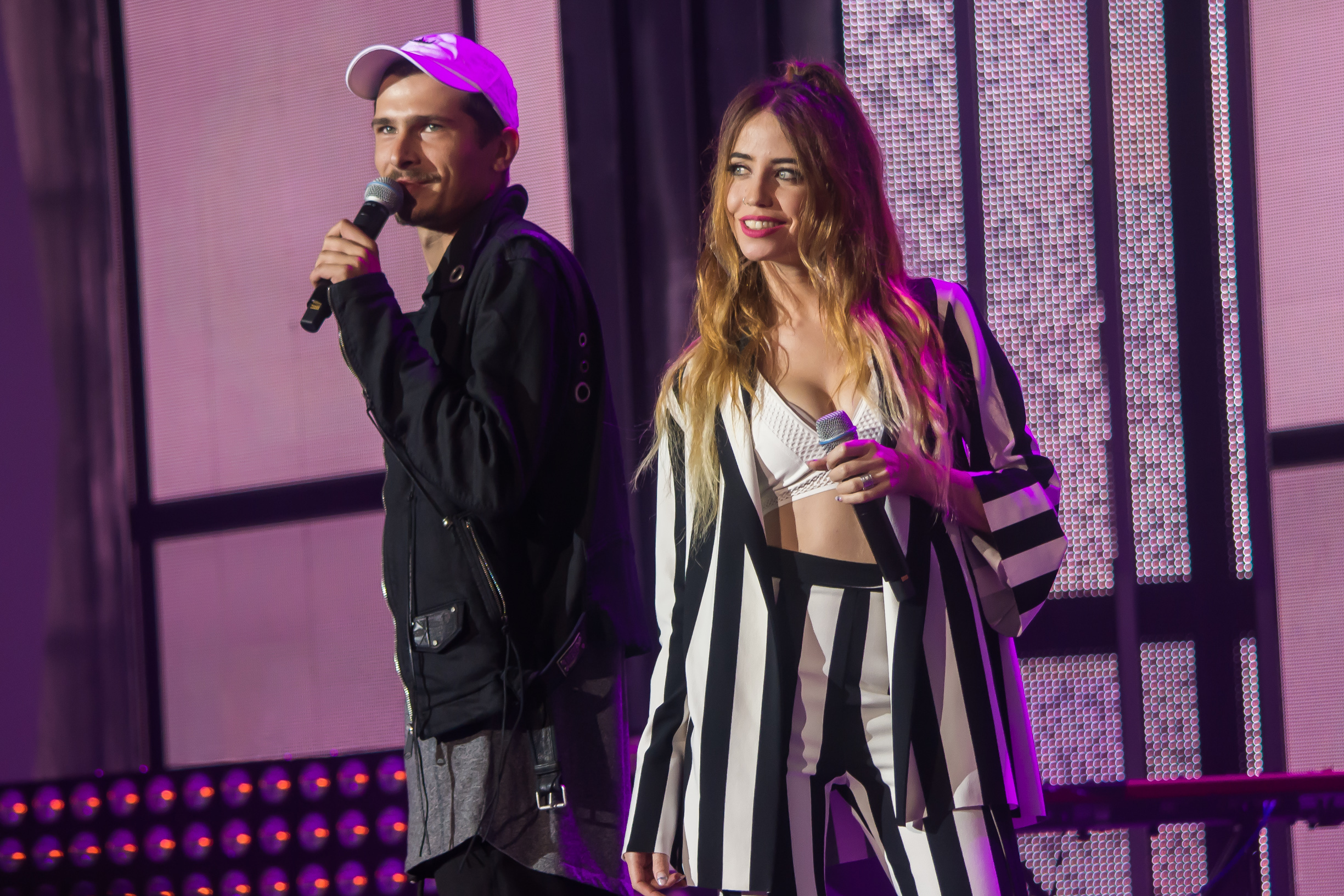
Vremya i Steklo trình diễn năm 2016 tại Vitebsk.

Dorofieva đã vượt qua buổi casting trực tuyến để trở thành thành viên của ban nhạc Vremya i Steklo, thành viên còn lại là rapper Oleksii Zavhorodnii (Positiff). Potap là người phụ trách sản xuất âm thanh cho bộ đôi. Đây là lý do cô chuyển trở về sống tại Kyiv. Tháng 12 năm 2010, bộ đôi phát hành đĩa đơn đầu tiên, nhưng không đạt được thành công về mặt thương mại quá lớn. Trong những năm tiếp theo, Dorofieva đã có những chuyến lưu diễn trên khắp Ukraina với Vremya i Steklo và Potap & Nastya.
Ban nhạc của cô đã đạt được bước đột phá vào năm 2015 với đĩa đơn "Imya 505", đưa nhóm trở nên nổi tiếng ở Nga. Bài hát đã trở thành một hiện tượng lan truyền và nhanh chóng trở thành bài hát tiếng Nga được xem nhiều nhất từ trước đến nay trên YouTube.
Nhờ sự nổi tiếng của ban nhạc, Dorofieva đã trở thành một người có ảnh hưởng đại chúng. Năm 2016, cô bắt đầu kinh doan nhãn hiệu quần áo của riêng mình. Một năm sau, cô bắt đầu thực hiện các vlog trên kênh YouTube DoDo Vlog của mình, và nhanh chóng trở thành một trong những kênh được đăng ký nhiều nhất ở Ukraina. Năm 2018, Dorofieva và đồng nghiệp Oleksii đã lồng tiếng cho bộ phim hoạt hình anh hùng Ukraina – "Vykradena pryntsesa: Ruslan i Lyudmyla".
Mùa thu năm 2017, cô trở thành thí sinh trong chương trình Dancing with the Stars phiên bản Ukraina có tên "Tantsi z zirkamy" trên kênh 1+1. Sau chương trình "Tantsi z zirkamy", cô cùng với Positiff, người cũng là thành viên của Vremya i Steklo, trở thành huấn luyện viên trong chương trình "Holos. Dity" (The Voice Kids) trên kênh 1+1.
Năm 2018, cô trở thành giám khảo trong chương trình truyền hình "Liha smikhu" (League of Laughter) trên 1+1.

### 2020-nay: sự nghiệp solo
Ngày 20 tháng 11 năm 2020, cô phát hành bài hát đầu tên dưới nghệ danh DOROFEEVA, có tựa đề gorit. Trong vòng chưa đầy một tuần, video âm nhạc của bài hát đã có hơn hai triệu lượt xem trên YouTube.
Từ ngày 24 tháng 2 năm 2022, cô là thành viên của dự án GIDNA do Quỹ từ thiện Tương lai cho Ukraina tổ chức.

## Danh sách đĩa nhạc

### Album phòng thu

#### Solo
- Markiza (2008)
- Sensi (2022)

#### М.Ч.С.
- Seti lyubvi (2007)

#### Vremya i Steklo
- Vremya i Steklo (2014)
- Glubokiy dom (2015)
- Vislovo (2019)

### Đĩa đơn

#### Solo
| "Abnimos/Dosvidos" (với NK)                                                            | 2016 | —  | 195 | —  | Đĩa đơn không nằm trong album  |
| "Ne zabiray menya s pati" (với Scriptonite)                                            | 2017 | —  | —   | —  | Ouroboros: Street 36 / Mirrors |
| "Gluboko..." (với Monatik)                                                             | 2018 | 44 | 26  | 24 | Vislovo                        |
| "Gorit"                                                                                | 2020 | 2  | 5   | 6  | Dofamin                        |
| "A tebe..."                                                                            | 2021 | —  | —   | —  | Dofamin                        |
| "Pochemu"                                                                              | 2021 | 23 | 75  | —  | Đĩa đơn không nằm trong album  |
| "Nevesta" (với Scriptonite)                                                            | 2021 | —  | —   | —  | Đĩa đơn không nằm trong album  |
| "Raznotsvetnaya"                                                                       | 2022 | —  | 258 | —  | Đĩa đơn không nằm trong album  |
| "Dumy" (với Artem Pivovarov)                                                           | 2022 | 2  | 154 | —  | Sensi                          |
| "Riznokolorova" (phiên bản tiếng Ukraina của "Raznotsvetnaya")                         | 2022 | 27 | 471 | —  | Sensi                          |
| "Krapayutʹ"                                                                            | 2022 | —  | —   | —  | Sensi                          |
| "U Tvoyiy Dushi"                                                                       | 2022 | —  | —   | —  | Sensi                          |
| "Okhololo"                                                                             | 2022 | —  | —   | —  | Sensi                          |
| "Shchob ne Bulo"                                                                       | 2022 | 18 | 473 | —  | Đĩa đơn không nằm trong album  |
| "Shchedryk" (với Lely45)                                                               | 2022 | —  | —   | —  | Đĩa đơn không nằm trong album  |
| "Votsap"                                                                               | 2023 | —  | —   | —  | Đĩa đơn không nằm trong album  |
| "Na samoti"                                                                            | 2023 | —  | —   | —  | Đĩa đơn không nằm trong album  |
| "Khai pyshut"                                                                          | 2023 | —  | —   | —  | Đĩa đơn không nằm trong album  |
| "A ya vse plakala" (với Lebiga)                                                        | 2024 | —  | —   | —  | Đĩa đơn không nằm trong album  |
| "—" biểu thị bản thu âm không được xếp hạng hoặc không được phát hành tại lãnh thổ đó. |      |    |     |    |                                |

#### Vremya i Steklo
- 2010 – "Tak vypala karta"
- 2011 – "Lyubvi tochka net"
- 2011 – "Serebryanoye more"
- 2011 – "Kafel" (in Russian)
- 2012 – "Garmoshka" / "Harmonica"
- 2012 – "Sleza" (feat. Potap)
- 2013 – "#kAroche"
- 2013 – "Potantsuy so mnoy"
- 2014 – "Zaberi"
- 2015 – "Imya 505"
- 2015 – "Pesnya 404"
- 2016 – "Navernopotomushto"
- 2016 - "Na stile"
- 2017 - "Back2Leto"
- 2017 – "Ritm 122"
- 2017 - "Troll"
- 2018 - "Do zirok"
- 2018 - "Top"
- 2018 - "Promin" (ft. Michelle Andrade & Mozgi band)
- 2018 - "Ye, boy"
- 2018 - "Pesnya pro litso"
- 2019 - "Dym"
- 2019 - "Vislovo"
- 2019 - "Lokh"
- 2020 - "Navsegda/Nikogda"
- 2020 - "Last dance"

## Giải thưởng
Nadiia Volodymyrivna Dorofieieva đã được trao nhiều giải thưởng và danh hiệu như:
- 2002 - Grand Prix tại cuộc thi thanh nhạc Southern Express.
- 2002 - nhà vô địch khiêu vũ phòng nhảy của Krym.
- 2002 - giải nhì cuộc thi quốc tế của Bogatikov.
- 2003 - giải nhì cuộc thi Sun. Youth. Beauty (Bulgaria).
- 2004 - giải nhất của cuộc thi Black Sea Games.
- 2004 - Grand Prix tại cuộc thi Star Rain.
- 2004 - thành viên Ban giám khảo cuộc thi thiếu nhi quốc tế Our Land is Ukraine tại Artek.
- 2005 - lọt vào chung kết dự án truyền hình Chance.
- 2005 - chiến thắng cuộc thi Golden Voice tổ chức tại Moskva.
- 2006 - Grand Prix tại cuộc thi Little Country do Ilya Rahmielevich Reznik tổ chức.
- 2017 - chiến thắng tại đề cử Singer of the Year của Cosmopolitan Awards 2017.
- 2018 - chiến thắng tại đề cử đặc biệt Ty prosto cosmos của giải thưởng Zhara Music Awards ở Nga.
- 2018 - chiến thắng giải thưởng âm nhạc YUNA của Ukraina trong đề cử Best Video cho bài hát Hluboko, song ca với Dmitry Monatik.[15]